# استديو تصوير

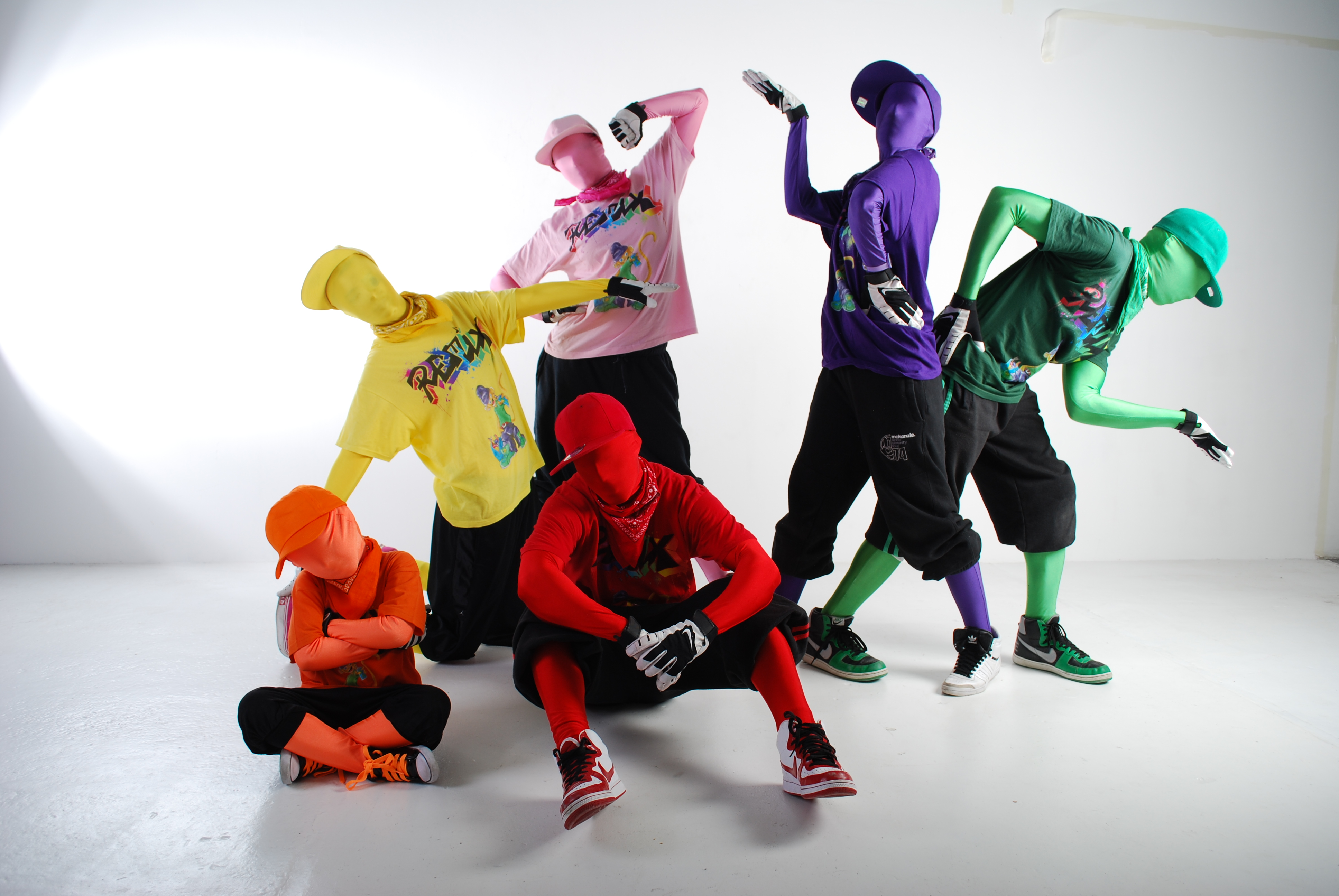
مجموعة راقصة في أحد الاستديوهات الحديثة

استديو تصوير أو مَصور  (بالإنجليزية: Photographic studio)‏ مساحة لحفظ الصور أو الأفلام ويعتمد حجم وملامح الاستديو على الدوافع والهدف من التصوير وقد كان يستخدم في الماضي غرف ذات نوافذ زجاجية ضخمة للسماح بدخول ضوء الشمس، أما حاليًا فيتم الاعتماد على الإضاءة الصناعية بالاعتماد على مصابيح الهالوجين وتستخد بالعادة كاميرات احترافية تكون مثبتة على حامل ثلاثي وخلفيات مناسبة للتصوير سواء خلفيات ذات لون أبيض أو خلفيات طبيعة.

## صور الاستوديو

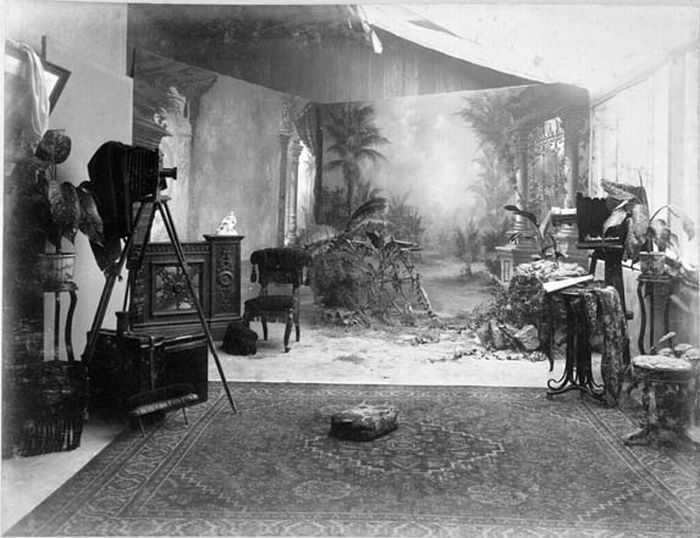
استديو قديم عام 1898
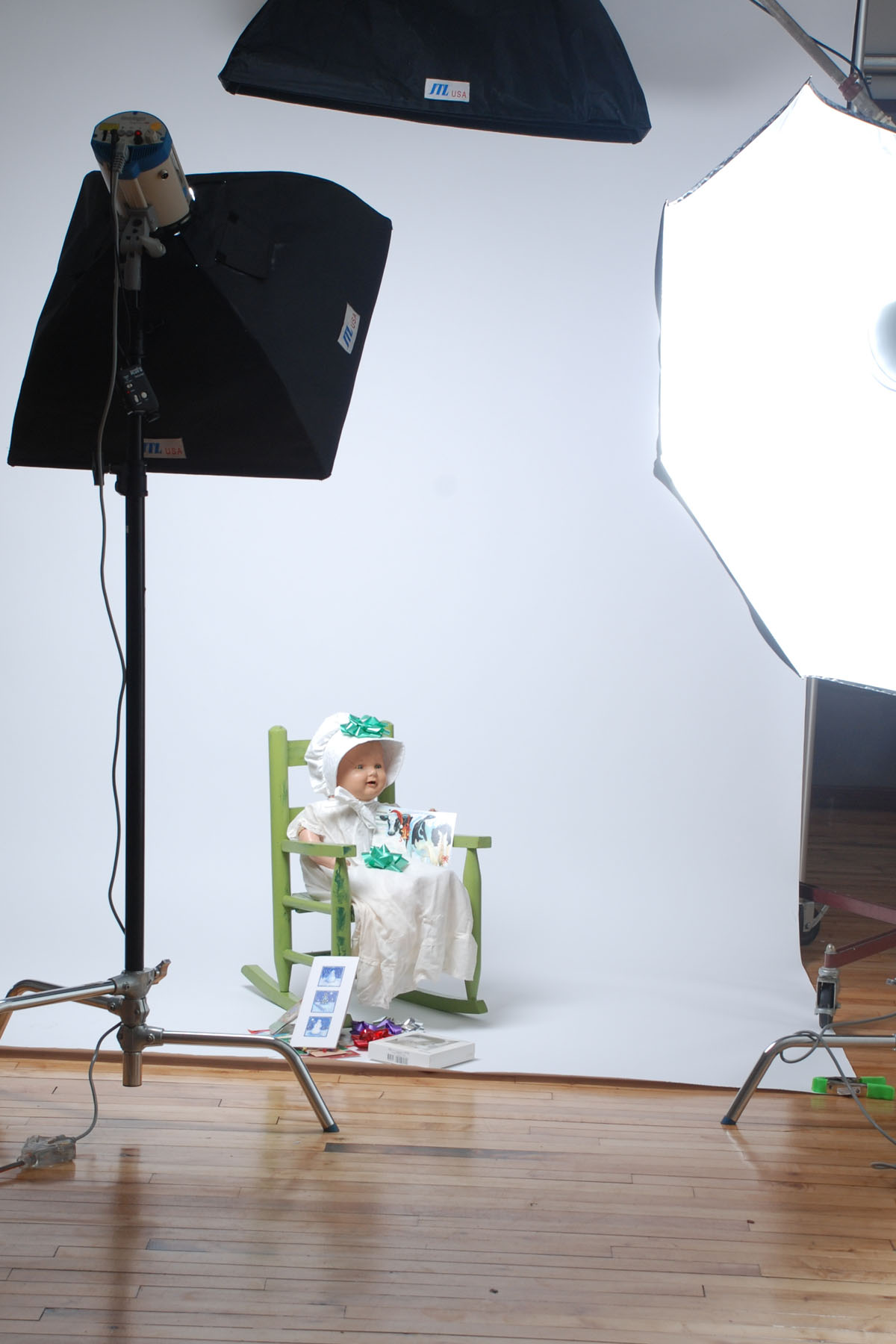
استديو حديث
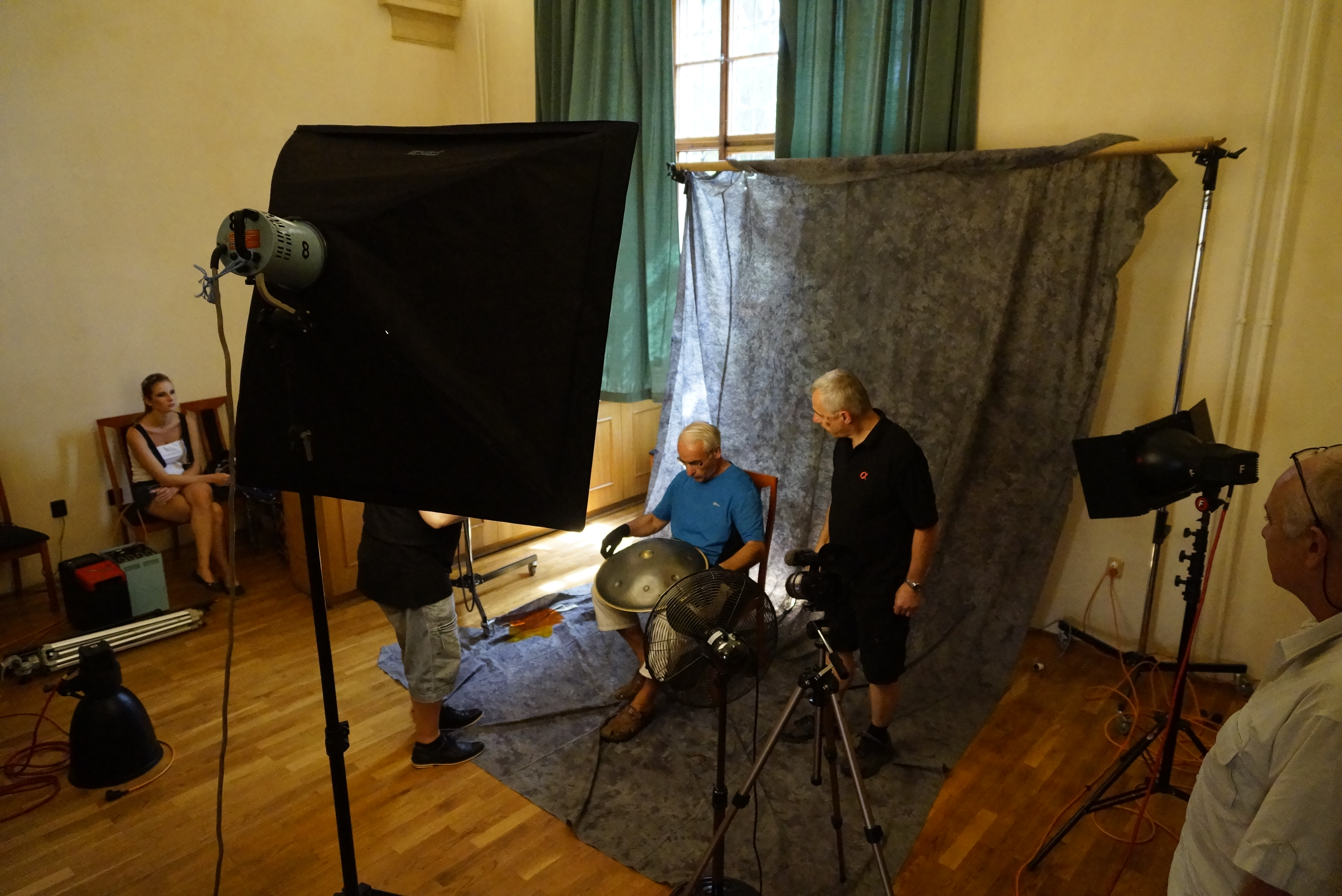
استديو تصوير شخصي
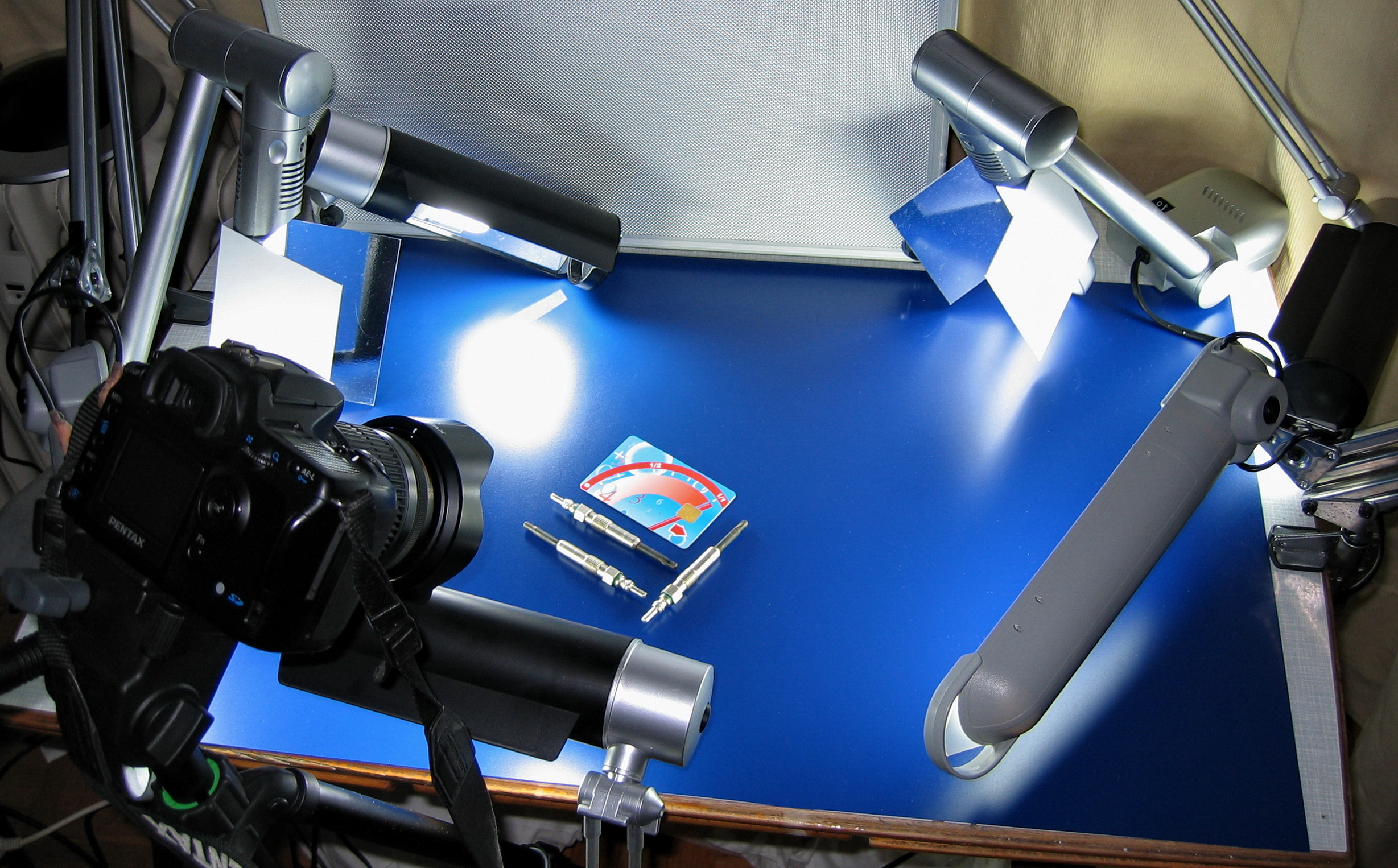
استديو تصوير ماكرو
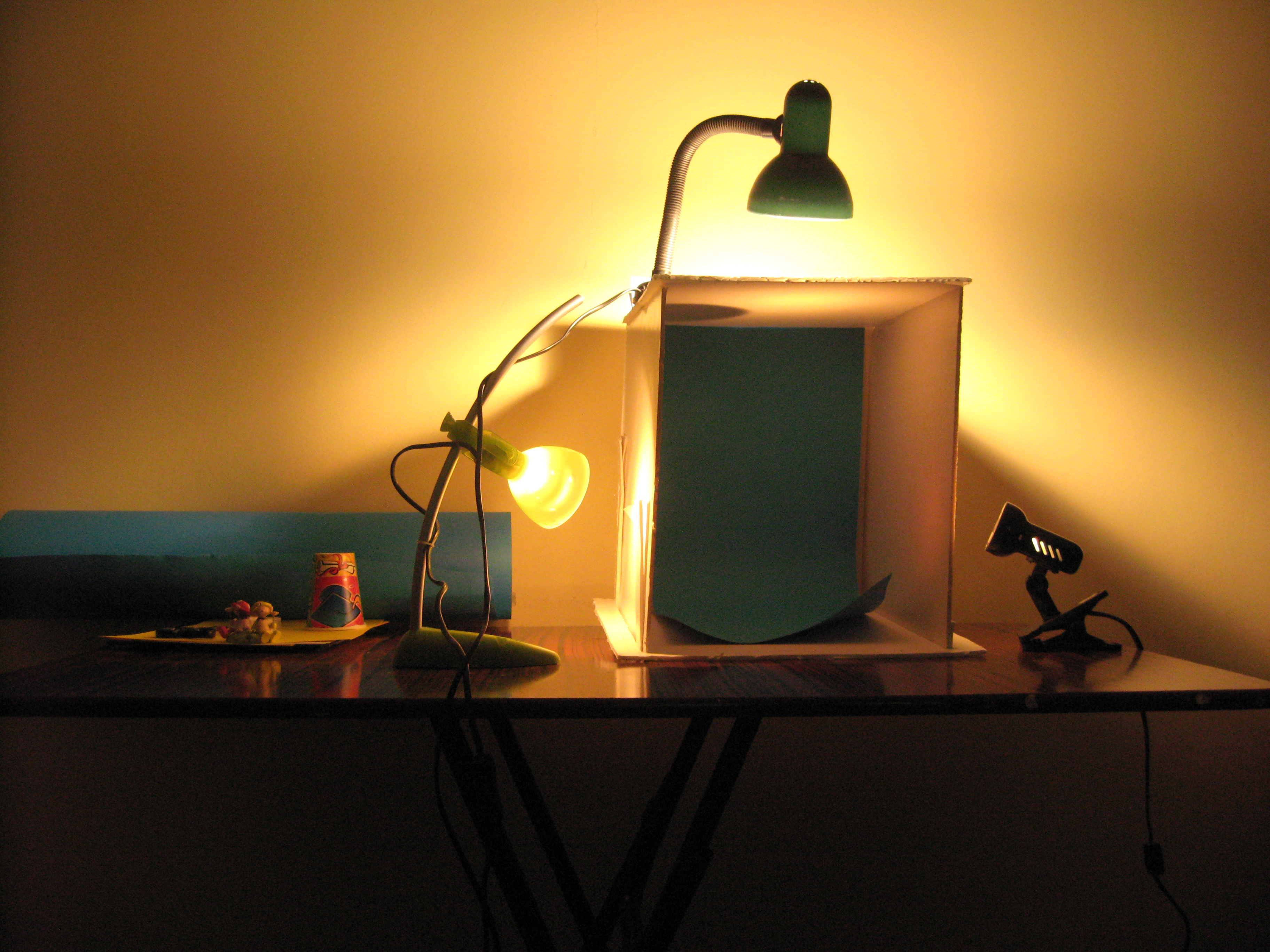
تم استخدام لوحات الفلين الببيضاء لعمل الصندوق وتم توزيع الاضاءة من عدة جهات , ويمكن وضع خلفيات ملونة من الداخل باستخدام الورق الملون ذو الأحجام الكبيرة